# Tommy Svanström
Karl Arne Tommy Svanström, född 4 augusti 1945 i Virserum, är en  svensk violoncellist.
Svanström har studerat vid Kungliga Musikhögskolan i Stockholm för professor Gustav Gröndahl samt för Radu Aldulescu i Paris.
Svanström har varit cellist i Kungliga Hovkapellet vid Kungliga Operan. Han har också bedrivit en omfattande konsertverksamhet både som solist och kammarmusiker. Han grundade 1987 Stockholmskvartetten som varje år ger ett stort antal kvällskonserter och som sedan starten gett över 900 barnkonserter. Svanström har framträtt i radio och TV, medverkat vid ett flertal skivinspelningar och har turnerat i Europa samt i Singapore.
Tommy Svanström är initiativtagare till och konstnärlig ledare för Virserums Musikdagar. Sommaren 1997 genomfördes festivalen för första gången och har därefter återkommit regelbundet veckan efter midsommar varje år.